# Habesha
Gli habesha (in Ge'ez, amarico e tigrino : ሐበሻ; in arabo: الاحباش al- Aḥbāš; in italiano abissini), sono un gruppo di popolazioni presenti nelle odierne Etiopia ed Eritrea. Essi comprendono vari gruppi etnici che, sebbene presentino alcune differenze, hanno numerosi elementi comuni, come lingue appartenenti al ceppo semitico (ovvero affini a quelle dell'attuale Medio Oriente), l'appartenenza, in maggioranza, alle chiese ortodosse etiope ed eritrea (denominate entrambe Tewahedo), elementi culturali molto simili (talvolta identici) e stessa particolare fisionomia, legata al fatto che gli abissini siano il frutto dell'unione di popolazioni indigene africane e mediorientali

## Utilizzo del termine
Esistono diverse definizioni di chi si identifica come abissino (più precisamente come "Habesha"). Queste definizioni variano da comunità a comunità, dalle teorie antropologiche occidentali all'utilizzo quotidiano, di generazione in generazione, e tra i vari gruppi e comunità della diaspora che risiedono ancora nella loro patria ancestrale. Differenze nell'uso possono essere trovate tra diverse comunità e persone all'interno dello stesso gruppo etnico costituente. Di seguito sono riportate alcune delle principali posizioni:

### Definizione conservativa
Secondo una definizione conservatrice del popolo abissino, il popolo abissino (Habesha) comprende i gruppi etnici degli amhara, i guraghé, gli agawa, i tigrini, gli harari e i tigrè che parlano una lingua etiopico-semitica o che abitano tradizionalmente tra l'Etiopia settentrionale e gli altopiani eritrei, pur essendo di lingua cushitica (come gli agawa).

### Definizione ultra-neo-conservatrice
In questa definizione, solo gli amhara e i tigrini sono considerati abissini o almeno "abissini propri". Questa definizione è utilizzata principalmente da alcuni antropologi europei e da alcuni partiti politici etiopi etnonazionalisti o movimenti come il Fronte Democratico Rivoluzionario del Popolo Etiope e il Fronte di Liberazione Oromo.

### Uso generale
La definizione colloquiale per il termine "Habesha" ha usi diversi che sono usati da vari gruppi e generazioni diverse, sia all'interno della loro terra d'origine etnica che nella diaspora.

#### Utilizzo più comune (definizione generale)
L'uso colloquiale più comune del termine "Habesha" è usato principalmente dalla diaspora etiope ed eritrea in Nord America ed Europa come mezzo di unità culturale tra tutti i gruppi etnici etiopi ed eritrei e per consolidare il potere politico ed economico.
Secondo questa definizione, il popolo abissino comprende i gruppi etnici: Aari, Afar, Agaw-Awi, Agaw-Hamyra, Alaba, Amhara, Anuak, Arbore, Argobba, Bacha, Basketo, Bena, Bench, Berta , Bodi, Brayle, Burji, Chara, Daasanach, Dawro, Debase/Gawwada, Dime, Dirashe, Dizi, Donga, Fedashe, Beta Israel (ebrei etiopi), Gamo, Gebato, Gedeo, Gedicho, Gidole, Goffa (Gofa People), Gumuz, Gurage, Hadiya , Hamar, Harari, Irob, Kafficho, Kambaata, Karo, Komo, Konso, Konta, Koore, Koyego, Kunama, Kusumie, Kwegu, Majangir, Male, Mao, Mareqo, Mashola, Me'en , Mere people, Messengo, Mossiye, Murle, Mursi, Nao, Nuer, Nyangatom, Oromo, Oyda, Qebena, Qechem, Qewama, She, Shekecho, Sheko, Shinasha, Shita/Upo, Sidama , Silt'e, Somali (Ogden Region), Surma, Tembaro, Tigray, Tsamai, Welayta, Werji, Zelmam, Zeyese, Tigrinya, Tigre, Afar, Saho, Bilen, Kunama, Nara, Yem e vari gruppi della diaspora etiope-eritrea.

##### Gruppi etnici che si sovrappongono già
Alcuni gruppi etnici si sovrappongono già tra la "Definizione conservatrice" e l '"Uso più comune (definizione generale)", come i tigrè che abitano l'Eritrea e il Sudan (sotto la "Definizione conservatrice"), i beja che abitano parti del Sudan , dell'Eritrea , e dell'Egitto ; gli Afar che abitano in Etiopia, Eritrea e Gibuti; così come il popolo somalo che è indigeno in Somalia , Etiopia e Gibuti (sotto l '"Uso più comune (definizione generale)") sono anche considerati "Habesha" da varie posizioni sovrapposte.

### Accettazione delle definizioni
L'accettazione di queste varie definizioni di identità "Habesha" è parzialmente radicata nella storia, nella cultura tradizionale, nel gusto personale e nelle realtà della vita moderna che la diaspora deve affrontare. Il termine "Habesha" come identità culturale o pan-etnica ha una variegata accettazione tra le varie comunità, anche all'interno degli stessi gruppi etnici. Uno dei motivi è che il termine è ambiguo e che diverse fazioni possono usare definizioni diverse. Un altro motivo è che il termine è caduto in disuso ed è stato sostituito con varie identità etniche singolari (anche quelle coperte dalla "Definizione conservativa" e persino dalla "Definizione ultra-neo-conservatrice" avevano abbandonato il termine "Habesha"

### Definizione medievale (Zemene Mesafint)
Durante il Medioevo e Zemene Mesafint nel Corno d'Africa, ci furono vari conflitti territoriali tra vari principati che dividevano le località a maggioranza ortodossa cristiana e musulmana per ottenere il controllo. Le Highlands etiopi cristiane del nord ortodosse (per lo più Amhara, Tigray e Agawa) furono chiamate Habesha dai vari sultanati islamici a sud di esse. La definizione medievale è parzialmente costruita sulla definizione conservatrice con l'aggiunta di una componente di identità religiosa. (In genere gli abissini possono essere di qualsiasi religione).

### Teorie antropologiche occidentali
Le teorie antropologiche occidentali su ciò che i gruppi etnici costituiscono il popolo abissino variano con alcune definizioni contestate. La maggior parte delle teorie antropologiche occidentali riguardo a quali gruppi etnici sono inclusi nel popolo abissino, la pan-etnia sono costruite su una combinazione della definizione ultra-neo-conservatrice, della definizione conservatrice e anche della definizione medievale.

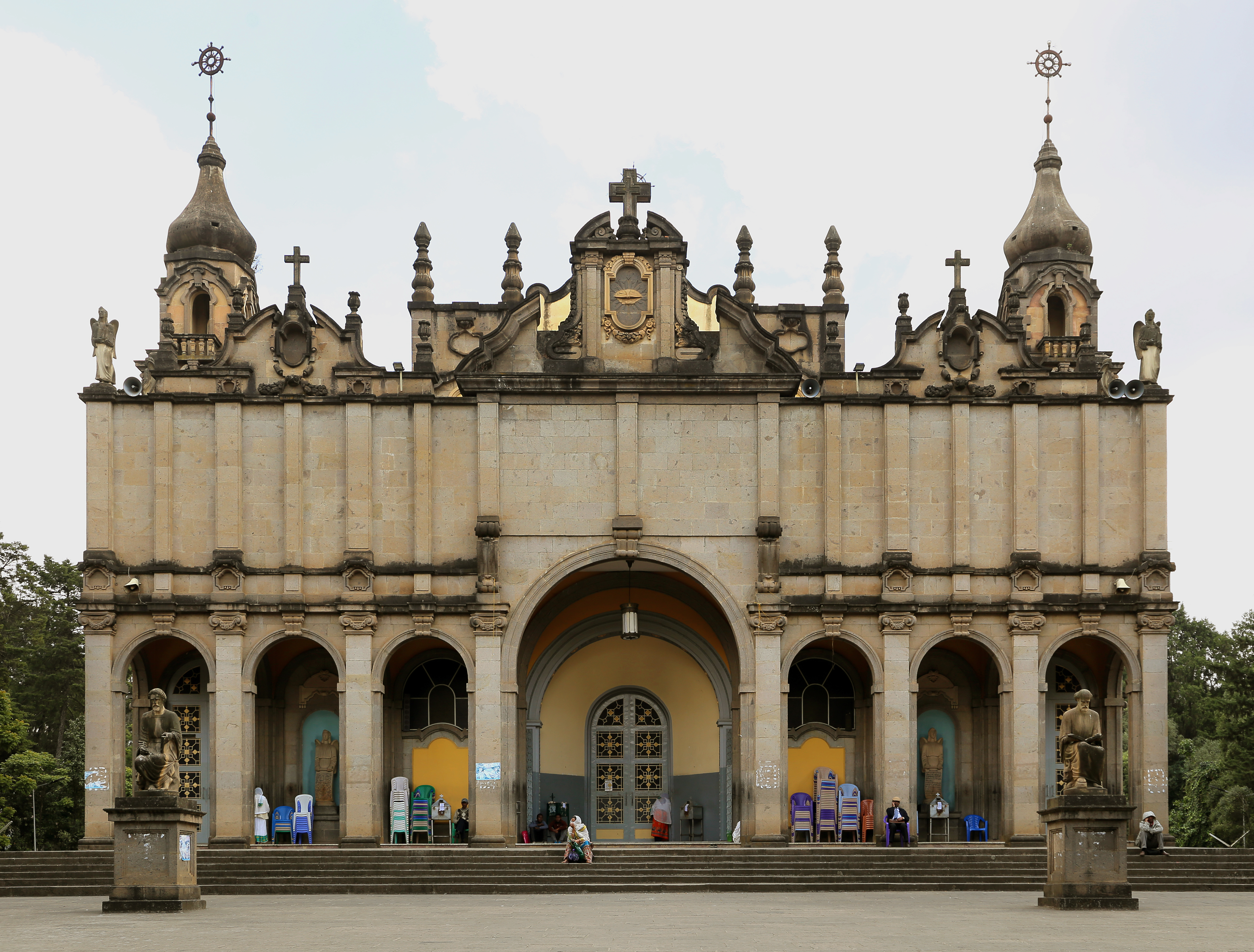
Cattedrale della Santissima Trinità ad Addis Abeba. La religione svolge un ruolo fondamentale nella cultura habesha.

## Storia

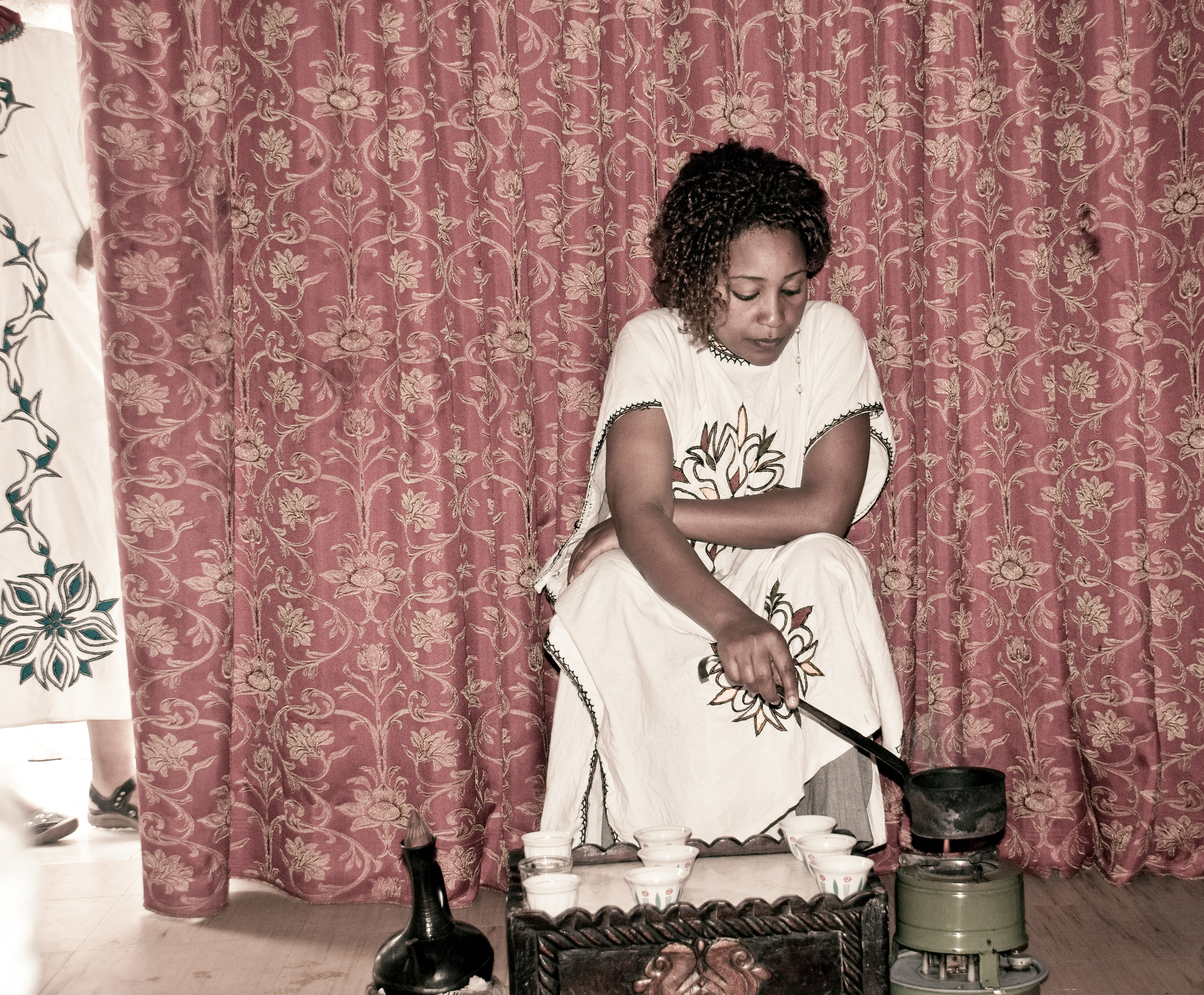
Tipica cerimonia del caffè in Eritrea.

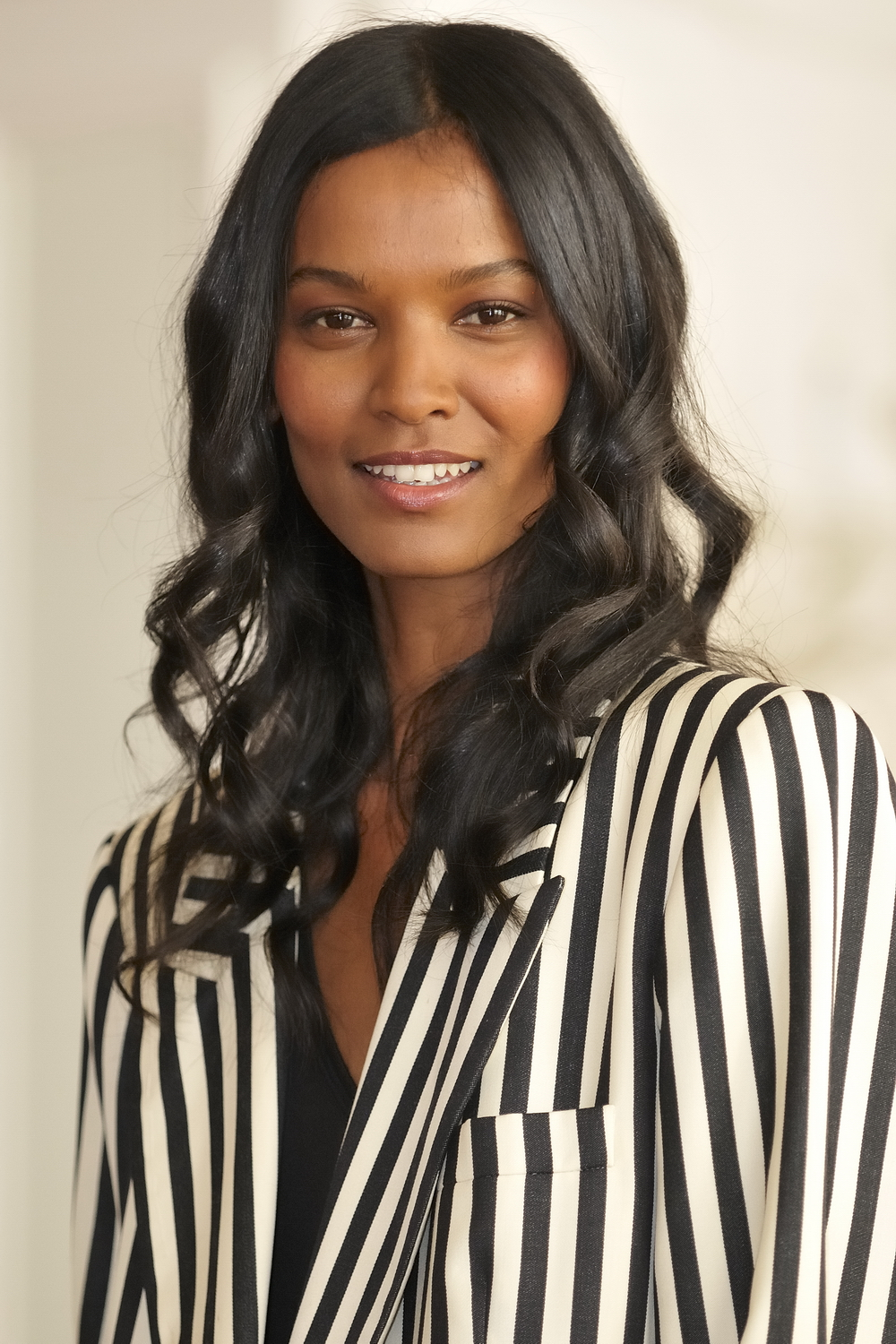
La supermodella etiope Lia Kebede.

Le origini degli abissini risalgono all'antico regno di D'mt e al successivo regno di Axum (il quale arrivò, all'apogeo, a ricoprire un'estensione di 1.25 milioni di km², dominando Etiopia, Eritrea, Sudan settentrionale, Egitto meridionale, Gibuti, Somalia occidentale, Yemen e il sud dell'attuale Arabia Saudita).Il regno di Axum costituì, oltre che il fondamento del contiguo Impero d'Etiopia (1270-1974 d.C.), anche la base della attuale cultura abissina; Il Regno è degno di nota per un gran numero di innovazioni culturali, come lo sviluppo di un complicato sistema di scrittura proprio (il quale presenta evidenti somiglianze con quelli del Medio Oriente), quello della lingua Ge'ez (ancora attualmente utilizzato in Etiopia e in Eritrea). Inoltre, circa 3700 anni fa, furono eretti numerosi obelischi giganti e riccamente decorati volti a segnalare la posizione di tombe sotterranee appartenute a re e nobili. La più famosa di queste imponenti costruzioni è nota come Obelisco di Axum.

## Situazione attuale
Oggi il 62% degli etiopi e il 50,1% degli eritrei è di religione cristiana, con prevalenza di appartenenza all'antica religione ortodossa; se si guarda però alle popolazioni abissine la percentuale sale al 91,4% in Etiopia (con punte del 99,3% nel Tigrè, la regione della città di Axum) e al 67% in Eritrea.
Le etnie che attualmente includono gli abissini propriamente detti sono gli Amhara, i Tigrini, i Tigré, i Gurage e gli Harar (popolazioni del nord), anche se generalmente questa distinzione non è tassativa: nella mentalità collettiva degli etiopi e degli eritrei chiunque provenga da entrambi gli stati è spesso denominato abissino, sebbene alcuni non si identifichino nel tale appellativo. Ciò è legato al fatto che, nella storia dell'Impero d'Etiopia (che comprendeva anche l'Eritrea), sono stati di fatto gli abissini del nord cristiani ad imporre la propria cultura e religione alle popolazioni indigene sottomesse, e a monopolizzare la vita religiosa e politico-amministrativa dell'Impero per secoli.
Attualmente entrambi i governi compiono sforzi per ovviare a questo problema, ancora presente, ottenendo importanti risultati, come l'elezione di uomini e donne non abissini (cristiani e musulmani) a ministri o parlamentari; lo stesso primo ministro etiopico Haile Mariam Desalegn, in carica dal 2012 al 2018, è stato il primo capo di governo proveniente dal Sud, e il primo di fede cristiana protestante, la seconda fede cristiana maggiormente praticata e la terza complessiva in Etiopia (dal re Ezana in poi i capi di governo sono stati tutti di fede ortodossa).